# Maria Anna Potocka
Maria Anna Potocka z domu Socha, także Masza Potocka (ur. 22 czerwca 1950 w Paczkowie) – polska krytyk, kurator, teoretyk sztuki, autorka książek z zakresu filozofii sztuki, doktor nauk humanistycznych. W latach 2002–2010 dyrektor Galerii Sztuki Współczesnej „Bunkier Sztuki” w Krakowie. W latach 2010–2024 dyrektor Muzeum Sztuki Współczesnej w Krakowie MOCAK, od marca 2019 do 29 lutego 2024 ponownie kierowała Galerią Sztuki Współczesnej „Bunkier Sztuki”, będąc dyrektorem obu tych instytucji jednocześnie.

## Życiorys
Jest absolwentką Wydziału Polonistyki Uniwersytetu Jagiellońskiego. Założyła kilka niekomercyjnych galerii prezentujących sztukę najnowszą: Galerię PI – pierwszą prywatną galerię w komunistycznej Polsce (1972–1980), Galerię Pawilon (1974–1979), Galerię Foto-Wideo (1979–1981), Galerię Potocka (1986–2010). W latach 1988–1994 była redaktorką magazynu artystyczno-filozoficznego „Tumult”.
W latach 2001–2002 była wicedyrektorką Centrum Sztuki Współczesnej Zamek Ujazdowski. W latach 2002–2010 oraz 2019-2024 była dyrektorką Galerii Sztuki Współczesnej „Bunkier Sztuki” w Krakowie, w latach 2010-2024 była  dyrektorką Muzeum Sztuki Współczesnej w Krakowie MOCAK.
W roku 2008 uzyskała stopień doktora kulturoznawstwa na Wydziale Nauk Humanistycznych i Społecznych Uniwersytetu SWPS. W roku 2017 Rada Wydziału Nauk Humanistycznych i Społecznych Uniwersytetu SWPS odmówiła nadania Marii Potockiej stopnia doktora habilitowanego nauk humanistycznych w dyscyplinie kulturoznawstwo.
Była jurorką Nagrody Literackiej „Nike” w latach 2015–2017 i 2023–2024, w 2024 zrezygnowała z udziału w jury.
Jest członkinią Międzynarodowego Stowarzyszenia Artystów (Internationale Künstler Gremium, IKG), Międzynarodowego Stowarzyszenia Krytyków Sztuki (The International Association of Art Critics, AICA) oraz Polskiego Komitetu Międzynarodowej Rady Muzeów (International Council of Museums, ICOM).

## Kontrowersje
W 2024 została odwołana ze stanowiska dyrektorki Muzeum Sztuki Współczesnej MOCAK w Krakowie w wyniku oskarżeń o mobbing. W lipcu 2024 sąd pracy uznał, że jako dyrektorka Galerii Sztuki Współczesnej „Bunkier Sztuki” dopuściła się mobbingu wobec jednej z pracownic. Po tym wyroku prezydent Krakowa, Aleksander Miszalski, podjął decyzję o odwołaniu kobiety z funkcji dyrektorki MOCAK-u. Ta odrzuciła propozycję rozwiązania umowy za porozumieniem stron, co doprowadziło do formalnego zwolnienia jej z pracy. We wrześniu tego samego roku ukazał się również reportaż Gazety Wyborczej bazujący na relacji 20 pracowników MOCAKu, którzy opisywali stosowany przez dyrektorkę mobbing.
Decyzja ta wywołała kontrowersje w środowisku artystycznym. W obronie Potockiej stanęły znane postacie kultury, takie jak Krystyna Janda, Anda Rottenberg czy Jan Frycz, którzy podkreślali jej zasługi dla polskiej sztuki. Wystosowano w tym celu list otwarty, który podpisało 78 osób. W odpowiedzi na to, młodsze pokolenie artystów i naukowców wyraziło poparcie dla decyzji o odwołaniu, zaznaczając, że brak tolerancji dla mobbingu jest istotny niezależnie od zasług jednostki. Osoby te również wystosowały list otwarty, który podpisało 415 osób.

## Życie prywatne
Jej mężem był poeta, scenograf i podróżnik Jarosław Potocki herbu Pilawa – jest z nim rozwiedziona.

## Publikacje
Autorka artykułów i książek, głównie o estetyce i historii sztuki:
- Malarstwo (1995)
- Rzeźba (2002)
- Estetyka kontra sztuka (2007)
- To tylko sztuka (2008)
- Fotografia. Ewolucja medium sztuki (2010)
- Wypadek polityczny (2010)
- Nowa estetyka (2016)
- Kobieta postfeministyczna. Dyktatura kobiet (2022)

## Odznaczenia
- Odznaka „Zasłużony Działacz Kultury” (1979)[4]
- Brązowy Medal „Zasłużony Kulturze Gloria Artis” (2008)[19]
- Srebrny Krzyż Zasługi (2014)[20]
- Austriacki Krzyż Honorowy Nauki i Sztuki I Klasy (2017)[21]
- Nagroda Miasta Krakowa w dziedzinie: kultura i sztuka (2020)[22]